# Alan Carpenter

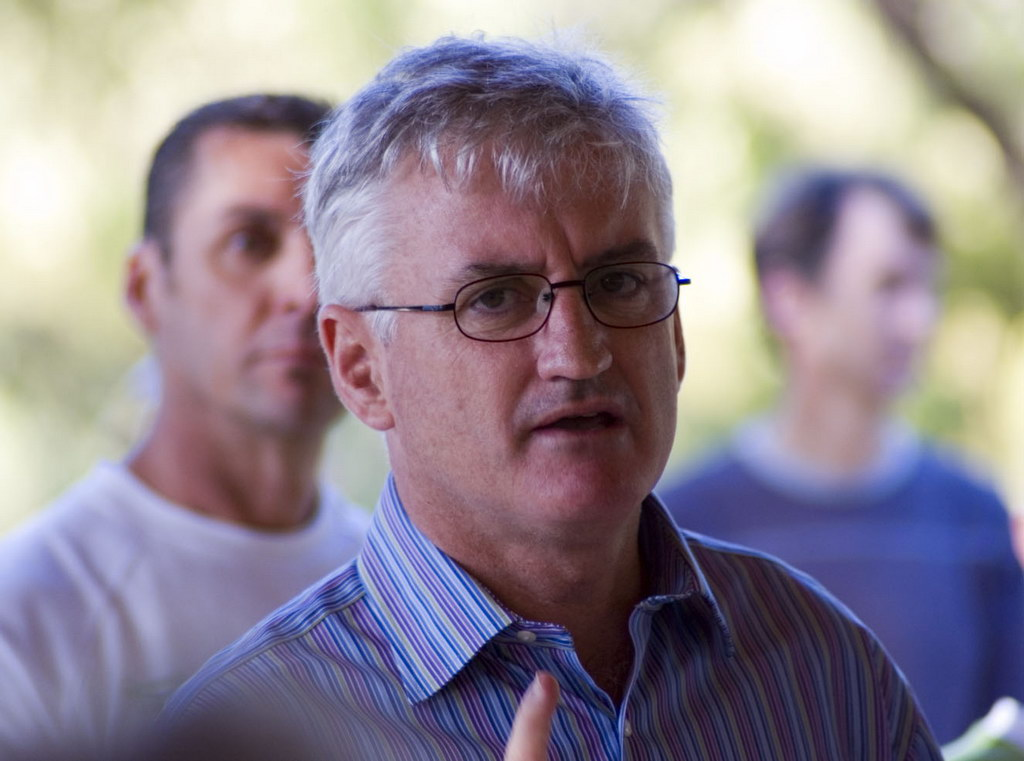
Alan Carpenter (2006)

Alan Carpenter (* 4. Januar 1957 in Albany, Western Australia) ist ein australischer Journalist und Politiker. Er war von Januar 2006 bis September 2008 der 28. Premierminister von Western Australia. Ferner ist er Mitglied der Western Australian Legislative Assembly.
Carpenter wuchs in Western Australia auf und besuchte die Mt Lockyer Primary School sowie die Albany Senior High School bis 1974. Ab 1977 studierte er Politikwissenschaften an der University of Western Australia und schloss das Studium 1979 ab.

## Karriere
Carpenter war im Anschluss ca. zwei Jahre Journalist bei der Zeitung Albany Advertiser. Im Jahr 1982 beendete er diese Tätigkeit. Er reiste zwei Jahre durch Asien und Europa, davon elf Monate in Asien. 1986 kehrte er in seine Heimat zurück und arbeitete in Perth beim Fernsehsender TVW-7 als Politikreporter. 1990 wechselte er zum Fernsehsender Australian Broadcasting Corporation und war zuständig für das Ressort Politik in Western Australia. 1992 wurde er Chef des Magazins The 7.30 Report und 1996 der Politikmagazins Stateline.
1996 beendete er seine journalistische Tätigkeit und wendete sich der Politik zu. Er wurde zwischen 2001 und 2006 Minister for State Development und Minister for Energy, Minister for Education and Training und Minister for Education and Indigenous Affairs.
Er wurde am 25. Januar 2006 zum Premierminister von Western Australia gewählt und somit Nachfolger von Geoff Gallop. In seine Amtszeit als Premier fiel die Entlassung von drei Ministern wegen Korruption im Jahr 2006.
Carpenter ist mit Annmarie de Costa verheiratet und hat vier Töchter (Grace, Claudia, Isabelle und Ava).